# Viktor Viktorovics Csanov
Viktor Viktorovics Csanov, ukránul: Віктор Вікторович Чанов (Sztalino, 1959. július 21. – Kijev, 2017. február 8.) Európa-bajnoki ezüstérmes szovjet válogatott ukrán labdarúgó, kapus, edző.

## Pályafutása

### Klubcsapatban
1978 és 1981 között a Sahtyor Donyeck labdarúgója volt. 1982 és 1990 között a Gyinamo Kijev csapatában szerepelt, ahol 3-3 szovjet bajnoki címet és kupa győzelmet ért el az együttessel. Tagja volt az 1985–86-os idényben KEK-győztes csapatnak. 1990-ben Izraelbe szerződött. Három szezonon keresztül a Makkabi Haifa kapusa volt, ahol egy bajnoki címet és két kupa győzelmet ért el a csapattal. Az 1993– 94-es idényben kölcsönben a Bné Jehúdá Tel-Aviv együttesében védett. 1994-ben hazatért Ukrajnába és egy idény erejéig az FK Boriszpil játékosa volt, majd 1995-ben visszavonult a labdarúgástól.

### A válogatottban
1982 és 1990 között 21 alkalommal szerepel a szovjet válogatottban. Három világbajnokságon vett részt (1982, 1986, 1990). Az 1988-as NSZK-beli Európa-bajnokságon ezüstérmet szerzett a csapattal. Teljes válogatott pályafutása alatt Rinat Daszajev mögött második számú kapus volt.

### Edzőként
1995-96-ban segédedzője, majd 1996-ban vezetőedzője volt a CSZKA Boriszfen csapatának. 2006-07-ben a Dinamo Kijevnél segédedzőként tevékenykedett.

## Halála
Csanov autóját 2017. január 20-án Kijev közelében kényszerítették megállásra, ezt követően súlyosan bántalmazták. Traumás agysérüléssel került kórházba, ahol február 8-án belehalt sérüléseibe.

## Sikerei, díjai
Szovjetunió
- Európa-bajnokság
  - ezüstérmes: 1988, NSZK

 Gyinamo Kijev
- Szovjet bajnokság
  - bajnok (3): 1985, 1986, 1990
- Szovjet kupa
  - győztes (3): 1985, 1986, 1990
- Kupagyőztesek Európa-kupája (KEK)
  - győztes: 1985–86

 Makkabi Haifa
- Izraeli bajnokság
  - bajnok: 1990–91
- Izraeli kupa
  - győztes (2): 1991, 1993